# Ranavirus
Ranavirus (лат.) — род вирусов семейства иридовирусы. Естественными хозяевами служат костные рыбы, земноводные и пресмыкающиеся. Известны случаи заражения не менее 175 видов эктотермных позвоночных.

## История открытия
Первый Ranavirus был выделен в 1965 году Алланом Граноффом из клеток леопардовой лягушки, когда он пытался вывести клеточную линию, способную поддерживать репликацию вируса, вызывающего новообразования у лягушек. Первоначально считалось, что выделенный им Frog virus 3 (FV3) вызывает у лягушек аденокарциному и потому может служить моделью для изучения опухолей у человека. В отличие от двух других известных представителей семейства, FV3 легко выращивался на клеточных культурах, что позволило подробно описать его.

## Строение вириона
Вирусные частицы Ranavirus имеют сложную многослойную структуру. Их двухцепочная ДНК, связана с одним или несколькими белками, и окружена внутренней липидной мембраной, содержащей белки, и капсидом икосаэдрической формы, который почти полностью состоит из главного белка капсида, имеющего массу около 48 кДА. Кроме того, у видов, высвобождающихся из клетки почкованием, имеется внешняя оболочка из цитоплазматической мембраны.

## Жизненный цикл

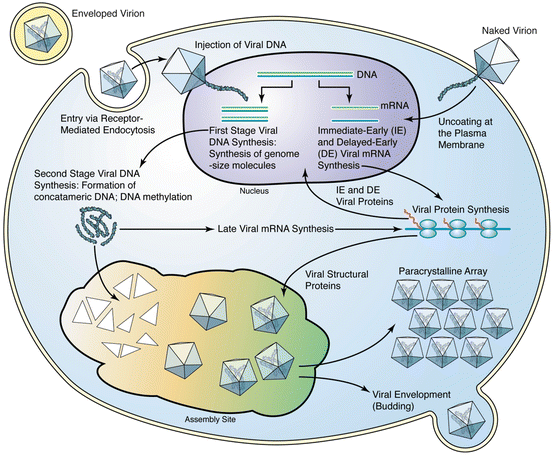
Жизненный цикл Ranavirus

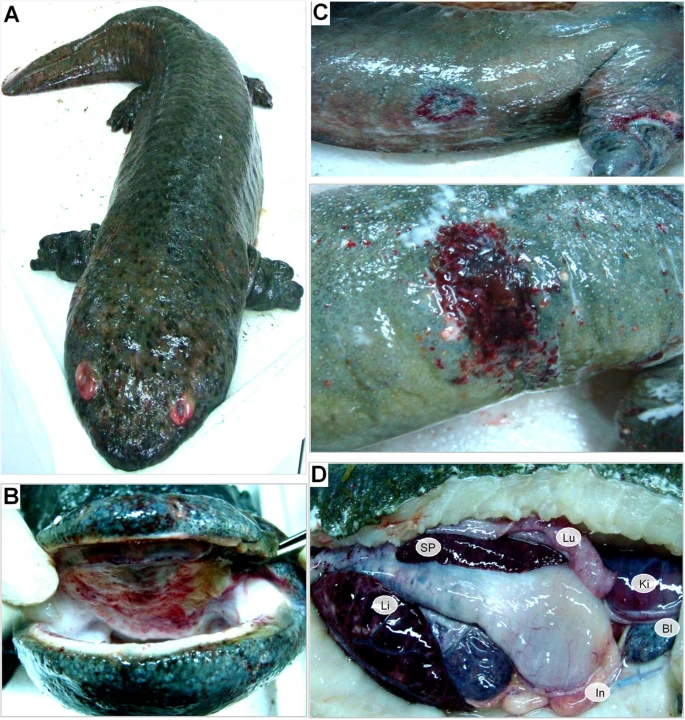
Китайская исполинская саламандра, поражённая Andrias davidianus ranavirus

Ranavirus могут проникать в клетку двумя разными способами в зависимости от того, окружены ли их частицы внешней оболочкой. «Голые» вирусные частицы прикрепляются к клеточной мембране и высвобождают свою ДНК в цитоплазму. Имеющие оболочку вирусы, связываясь с рецепторами на поверхности клетки, проникают в неё посредством эндоцитоза и освобождаются от оболочки. В дальнейшем вирионы перемещаются к ядерной мембране и высвобождают свою ДНК в ядро. Известно, что защищённые оболочкой вирионы имеют большую эффективность заражения.
Проникнув в ядро, ДНК вируса запускает транскрипцию. В отличие от герпесвирусов для транскрипции ДНК Ranavirus должна быть связана с белками вириона. Сначала вирус использует РНК-полимеразу II хозяина для синтеза регуляторных белков и белков вирусной РНК-полимеразы II и ДНК-полимеразы. Транскрипция остальных белков вирус осуществляет уже собственной РНК-полимеразой. Транскрипты вируса подвергаются кэпированию, но не полиаденилированию, а также не содержат интронов. ДНК вируса в цитоплазме подвергается метилированию, причём метилируются 20-25 % цитозина в ДНК, что больше, чем у любого другого вируса позвоночных животных. Назначение метилирования в жизненном цикле неизвестно. Предполагается, что оно необходимо для ингибирования иммунного ответа, блокируя распознавание вирусной ДНК Толл-подобными рецепторами. В дальнейшем вирусные геномы используются в качестве шаблонов для синтеза ДНК на второй стадии, в результате чего образуются крупные конкатемеры из 10 и более вирусных геномов.
Хотя в настоящее время процессы, обеспечивающие сборку вирусных частиц изучены недостаточно, известно, что она происходит в освобождённых от органоидов участках цитоплазмы, светлых на изображениях, полученных с помощью электронного микроскопа. Эти зоны упакованы промежуточными филаментами и окружены митохондриями и рибосомами.

## Классификация
По данным Международного комитета по таксономии вирусов включает 7 видов:
- Ambystoma tigrinum virus
- Common midwife toad virus
- Epizootic haematopoietic necrosis virus
- European North Atlantic ranavirus
- Frog virus 3
- Santee-Cooper ranavirus
- Singapore grouper iridovirus